# Isles-lès-Villenoy
Isles-lès-Villenoy település Franciaországban, Seine-et-Marne megyében. Lakosainak száma 1136 fő (2022. január 1.). Isles-lès-Villenoy Vignely, Villenoy, Condé-Sainte-Libiaire, Esbly, Lesches és Mareuil-lès-Meaux községekkel határos.

## Népesség
A település népességének változása:
| Lakosok száma | 919  | 915  | 922  | 1014 | 1082 | 1149 | 1145 | 1140 | 1136 |
|               | 2013 | 2015 | 2016 | 2017 | 2018 | 2019 | 2020 | 2021 | 2022 |